# Dinastía Malla (Nepal)
La dinastía Malla (Nepalí: मल्ल वंश; Malla vanśa), también conocida como la Confederación Malla, fue la dinastía gobernante del Valle de Katmandú en Nepal desde 1201 hasta 1779. Esta dinastía fue fundada por Arideva Malla. Aunque los últimos Mallas fueron considerados pertenecientes a la dinastía Raghuvamsha, también fueron vistos como continuadores y descendientes de la dinastía Licchavi. Los reyes Malla posteriores también rastrearon una sección de su linaje desde Nanyadeva, el fundador de la dinastía Karnat de Mithila. El término malla significa luchador en sánscrito. El primer uso de la palabra malla en el valle de Katmandú comenzó en 1201.
El período Malla se extendió por más de 600 años, durante los cuales presidieron y florecieron la civilización Newar de Nepal Mandala, que se desarrolló como una de las civilizaciones urbanas más sofisticadas en las estribaciones del Himalaya y un destino clave en la ruta comercial entre la India y el Tíbet. Durante la dinastía Malla, el nepalí bhasa era el idioma oficial, mientras que el sánscrito y el maithili también tuvieron una importancia significativa como idiomas literarios durante este período.

## Origen
Los reyes Malla afirmaban descender de Malla Janapada y Licchavis de Mithila y, a menudo, se estilizaban a sí mismos como Raghuvamși o Suryavamși. Siendo originalmente Maithil ellos mismos, los Mallas eran conocidos por su patrocinio de la lengua Maithili (la lengua de la región Mithila que incluye partes de Nepal y Bihar en la India), a la que se le otorgaba un estatus igual al del sánscrito en la corte Malla. Los sacerdotes Maithil Brahmin, Kanyakubja Brahmin y Saraswat Brahmin fueron invitados y se establecieron en Katmandú durante el gobierno de Malla. De manera similar, docenas de nobles de estatus Kshatriya y clanes gobernantes de Mithila también llegaron como nobles o como parte del séquito Malla que huyó de las invasiones musulmanas. 
La más notable de estas migraciones frecuentes fue la que ocurrió después del ataque al reino de Mithila por Ghiyath al-Din Tughluq durante el reinado del rey Harisimhadeva en 1324 d. C., lo que condujo a una migración en gran escala de Mithila a Nepal. Las clases sacerdotales que llegaron durante este tiempo son los antepasados de los actuales Brahmanes Rajopadhyaya y Maithil del Valle, mientras que las clases guerreras y nobles inmigrantes son los antepasados de los actuales Chatharīya Srēṣṭha Newars. Otros grupos también inmigraron y finalmente se asimilaron en la sociedad Newar, algunos de los cuales son los actuales Khadgis (Nāya/Shahi), Dhobi, Kapalis/Jogis, Halwai/(Rajkarnikar) y Tamrakar de Lalitpur, Podya (Chamahar), Kulu (Dusadh), entre otros. Con el tiempo, estas personas se convirtieron en unidades de castas endogámicas que comenzaron a identificarse como Newar a partir del siglo XVI.
La columna vertebral del ejército Malla, particularmente bajo Jaya Prakash Malla, estaba formada por soldados Tirhutia del norte de Bihar y partes de Terai, mientras que los líderes y jefes militares eran reclutados de las familias Kshatriya de la época, marcadas por sus títulos de clan como Pradhan, Amatya, Rawat, etcétera.

## Historia

### Período Malla temprano
A principios del siglo XII, empezaron a aparecer en Nepal personajes notables cuyos nombres terminaban con el término malla ("luchador" en sánscrito), que indicaba una persona de gran fuerza y poder. Arimalla (reinó entre 1200 y 1216) fue el primer rey en recibir ese nombre, y los gobernantes de Nepal siguieron esta práctica regularmente hasta el siglo XVIII. Los nombres de los reyes Malla también se escribieron como, por ejemplo, Ari Malla. Otra leyenda dice que a Arimalla le gustaba la lucha libre y añadió malla a su nombre. Sin embargo, esto es objeto de debate, ya que la palabra malla aparece con frecuencia en los registros históricos anteriores a la dinastía Malla.
Otra posibilidad es que adoptara el título Malla porque era popular en esa época en la India. Parece más convincente porque Arimalla pertenecía a la dinastía iniciada por Vamadeva, y ninguno de sus predecesores utilizó Malla en sus nombres. Si tal es el caso, la dinastía Malla se separa de la comunidad Malla que se originó en la India. El largo período Malla fue testigo de la continua importancia del Valle de Katmandú como centro político, cultural y económico de Nepal. Otras áreas también comenzaron a surgir como centros importantes por derecho propio, cada vez más conectados con el Valle de Katmandú.
La época de los primeros reyes Malla no fue una época de consolidación, sino más bien un período de agitación en Nepal y sus alrededores. En el siglo XII, los turcos musulmanes establecieron un poderoso reino en la India en Delhi, y en el siglo XIII, los khaljis turco-afganos expandieron su control sobre la mayor parte del norte de la India. Durante este proceso, todos los reinos regionales de la India sufrieron una importante reorganización y considerables luchas antes de caer finalmente bajo el control de Delhi. Este proceso dio lugar a una creciente militarización de los países vecinos y de algunas partes del país.  
Por ejemplo, en el oeste de Nepal, alrededor de Dullu, en el valle de Jumla, surgió una sede alternativa de poder político y militar en torno a una dinastía separada de mallas (que no estaban emparentados con los mallas del valle de Katmandú) que reinaron hasta el siglo XIV. Estos reyes Khas se expandieron a partes del Tíbet occidental y enviaron expediciones de incursión al valle de Katmandú entre 1275 y 1335. En 1312, el rey Khas, Ripumalla, visitó Lumbini y mandó grabar su propia inscripción en el pilar de Ashoka. Luego entró al valle de Katmandú para adorar públicamente en Matsyendranath, Pashupatinath y Swayambhunath. Todos estos actos fueron anuncios públicos de su señorío en Nepal y significaron el colapso temporal del poder real dentro del valle.
Los primeros gobernantes Malla tuvieron que hacer frente a varios desastres. En 1255, un tercio de la población de Katmandú (30.000 personas, incluido el rey Abhaya Malla) murió cuando el valle sufrió un terremoto cuyo epicentro se situó justo debajo de la ciudad. Una devastadora invasión musulmana llevada a cabo por el sultán de Bengala Shamsuddin Ilyas Shah en 1345-46,  durante el reinado de Jayaraja Deva (r. 1347-1361), dejó santuarios hindúes y budistas saqueados a su paso. La invasión, sin embargo, no dejó un efecto cultural duradero. En la India, el daño fue más generalizado y muchos hindúes fueron expulsados a las colinas y montañas de Nepal, donde establecieron pequeños principados Rajbanshi. De hecho, ninguno de los edificios existentes en el valle data de antes de esta incursión. Se dice que destruyó los palacios Lichchhavi de Managriha y Kailashkuta. También dañó todos los templos del valle de Katmandú, excepto el Templo Changu Narayan, que no pudo localizar porque se encuentra a algunas colinas de Katmandú. Regresó después de tres días de saqueos e incendios.
Aparte de esto, los primeros años de Malla (1220-1482) fueron en gran medida estables. Durante el reinado de Jayabhimdev Malla en 1260, los ochenta artesanos fueron enviados al Tíbet. Entre ellos se encontraba Araniko (1245-1306), quien más tarde llegó a ser un funcionario de alto rango en la corte de la dinastía Yuan del líder mongol Kublai Khan. Araniko es la única persona de esta temprana era Malla cuya biografía conocemos con cierto detalle, gracias a los registros históricos chinos.

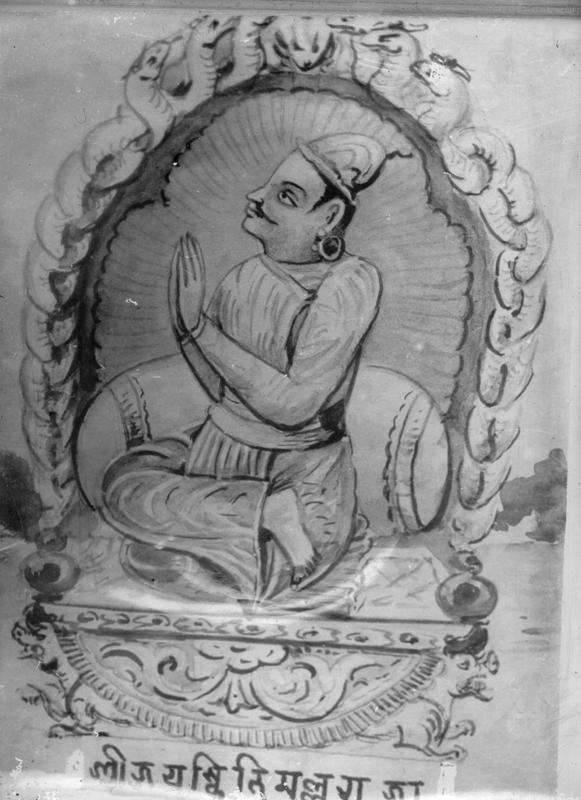
Retrato de Jayasthiti Malla (r. 1382-1395)

Este período alcanzó su punto culminante bajo la tercera dinastía Malla de Jayasthiti Malla (r. 1382-1395), quien unificó el valle y codificó sus leyes, incluido el sistema de castas. El período temprano Malla, una época de comercio continuo y de reintroducción de la moneda nepalí, vio el crecimiento constante de las pequeñas ciudades que se convirtieron en Katmandú, Patan y Bhadgaon. Los pretendientes reales en Patan y Bhadgaon lucharon con sus principales rivales, los señores de Banepa en el Este, apoyándose en las poblaciones de sus ciudades como bases de poder. Los ciudadanos de Bhadgaon consideraban a Devaladevi como la reina legítima e independiente. El compromiso matrimonial de su nieta con Jayasthiti Malla, un hombre de origen oscuro pero aparentemente noble, en 1354 condujo finalmente a la reunificación de la tierra y a una disminución de los conflictos entre las ciudades.
En 1370 Jayasthiti Malla controlaba Patan, y en 1374 sus fuerzas derrotaron a las de Banepa y Pharping. Luego tomó el control total del país desde 1382 hasta 1395, reinando en Bhadgaon como esposo de la reina y en Patan con títulos reales completos. Su autoridad no era absoluta porque los señores de Banepa pudieron hacerse pasar por reyes ante los embajadores del emperador chino Ming que viajaron a Nepal durante esta época. Sin embargo, Jayasthiti Malla unificó todo el valle y sus alrededores bajo su único gobierno, un logro que todavía es recordado con orgullo por los nepaleses, particularmente los newars. La primera codificación integral de la ley en Nepal, basada en el dharma de los antiguos libros de texto religiosos, se atribuye a Jayasthiti Malla. Esta legendaria recopilación de tradiciones fue considerada como fuente de reformas jurídicas durante los siglos XIX y XX.
Después de la muerte de Jayasthiti Malla, sus hijos dividieron el reino y gobernaron colegialmente, hasta que Ayasthiti Malla, el último hijo sobreviviente, gobernó por su cuenta entre 1408 y 1428. Su hijo, Yaksha Malla (reinó ca. 1428-1482), representó el punto culminante de los Mallas como gobernantes de un Nepal unificado. Bajo su gobierno, se lanzó una incursión militar contra las llanuras del sur, un acontecimiento muy raro en la historia de Nepal. Yaksha Malla construyó el Mul Chok en 1455, que sigue siendo la sección de palacio más antigua de Bhadgaon. Las luchas entre la aristocracia terrateniente y las principales familias de la ciudad (Pradhans), especialmente agudas en Patan, fueron controladas durante su reinado. Las zonas periféricas como Banepa y Pharping eran semiindependientes pero reconocían el liderazgo del rey. El newari apareció con mayor frecuencia como idioma de elección en los documentos oficiales. La familia real comenzó a aceptar a Manesvari (también conocida como Taleju ), una manifestación de la consorte de Shiva, como su deidad.
Después de la muerte del nieto de Jayasthiti Malla, Yaksha Malla, en 1482, el valle de Katmandú se dividió entre sus hijos en tres reinos: Bhaktapur (Khowpa), Katmandú (Yein) y Lalitpur (Yela). El resto de lo que hoy llamamos Nepal consistía en un mosaico fragmentado de casi 50 estados independientes, que se extendían desde Palpa y Jumla en el oeste hasta los estados semiindependientes de Banepa y Pharping, la mayoría de los cuales acuñaban sus propias monedas y mantenían ejércitos permanentes. Los reyes Malla más notables de esta era posterior fueron: Pratap Malla de Kantipur, Siddhi Narasimha Malla de Lalitpur y Bhupatindra Malla de Bhaktapur.

### Periodo de los Tres Reinos

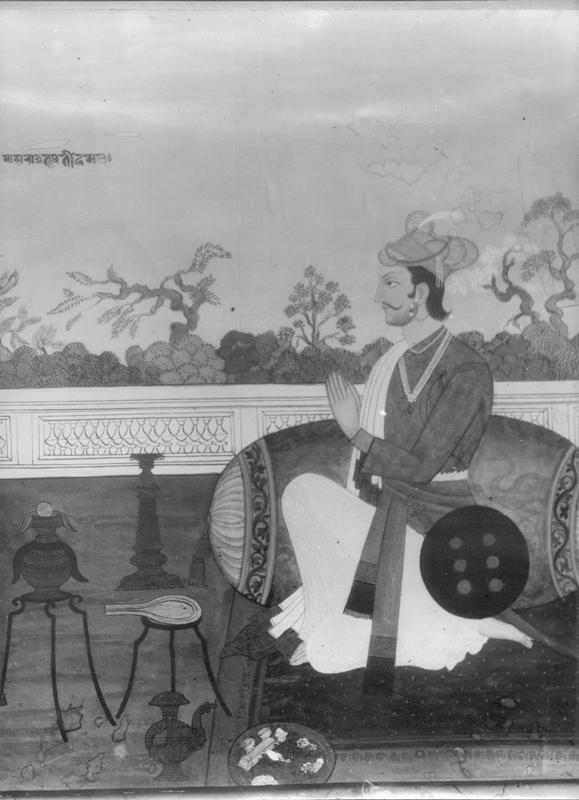
Retrato del rey Bhupatindra Malla (c. 1696-1722)

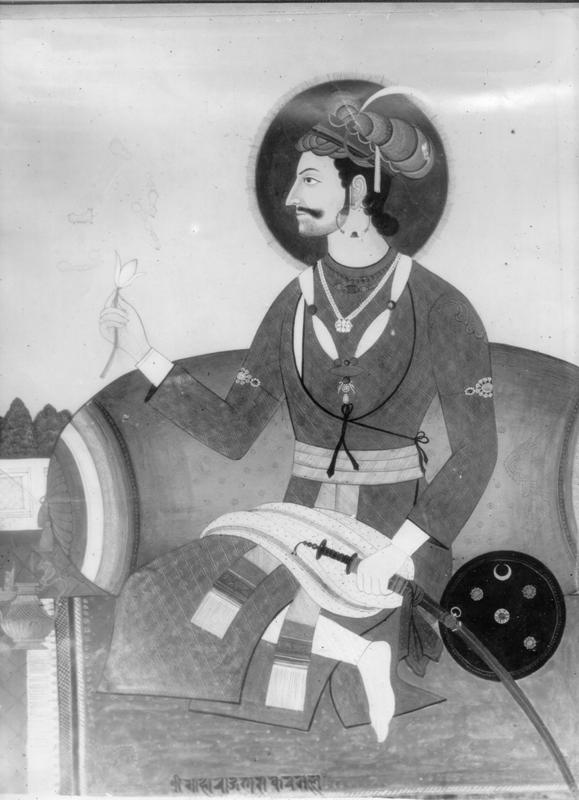
Bhaskar Malla de Katmandú (c. 1700-1714) vestido a la usanza mogol

Después de 1482, una fecha crucial en la historia de Nepal, el reino se dividió. Al principio, los seis hijos de Yaksha Malla intentaron reinar de forma colegiada, siguiendo el modelo de sus abuelos. Ratna Malla fue el primero en rebelarse contra este sistema de gobierno conjunto, tomando Katmandú en 1484 y gobernando allí en solitario hasta su muerte en 1520. Rayamalla, el hermano mayor, gobernó Bhadgaon con los otros hermanos hasta su muerte, cuando la corona pasó a manos de sus descendientes. Banepa se separó bajo el mando de Rama Malla hasta su reincorporación al reino de Bhadgaon en 1649. Patan permaneció distante, dominada por facciones de su nobleza local, hasta que Sivasimha Malla, un descendiente de Ratna Malla, la conquistó en 1597 y la unió con Katmandú. 
Sin embargo, a su muerte, Katmandú y Patan fueron entregadas a diferentes nietos y nuevamente separadas. El centro de Nepal quedó así dividido en tres reinos en competencia, cuya base era Bhadgaon, Katmandú y Patan. La influencia de estos pequeños reinos fuera del valle varió a lo largo del tiempo. Bhadgaon extendió su débil poder hasta Dudh Kosi en el este, las áreas controladas por Katmandú al norte y tan al oeste como Nuwakot, y Patan incluyó territorios al sur hasta Makwanpur. Las relaciones entre los reinos dentro del valle se volvieron bastante complicadas. Aunque las tres casas gobernantes estaban relacionadas y se casaban periódicamente entre sí, sus disputas por minúsculas ganancias territoriales o desaires rituales conducían repetidamente a guerras. Los reyes asistían a rituales de coronación o bodas en las capitales de los demás y luego conspiraban para derrocar a sus parientes.
El período de los tres reinos —la época de los Mallas posteriores— duró hasta mediados del siglo XVIII. El florecimiento completo de la cultura única del Valle de Katmandú se produjo durante este período, y fue también durante este tiempo que los antiguos complejos palaciegos en las tres ciudades principales alcanzaron gran parte de sus formas actuales. Los reyes todavía basaban su gobierno legítimo en su papel de protectores del dharma, y a menudo eran devotos donantes de santuarios religiosos. Los reyes construyeron muchos de los templos más antiguos del valle, joyas del arte y la arquitectura medieval tardía, durante este último período Malla. El budismo siguió siendo una fuerza vital para gran parte de la población, especialmente en su antigua sede de Patan. 
Las dotaciones religiosas llamadas guthi organizaron el apoyo a largo plazo de las formas tradicionales de culto o ritual al permitir que las tierras de los templos o viharas se transmitieran de generación en generación dentro de las mismas familias; este apoyo resultó en la preservación de un arte, una arquitectura y una literatura religiosa conservadores que habían desaparecido en otras áreas del sur de Asia. El newari se utilizaba regularmente como lengua literaria en el siglo XIV y era el idioma principal en las zonas urbanas y los círculos comerciales del valle de Katmandú. El maithili, el idioma de la zona de Tirhut al sur, se convirtió en una lengua popular de la corte durante el siglo XVII y todavía lo hablaban muchas personas en el Terai a fines del siglo XX. En Occidente, el khas bhasha, o la lengua de los khasa, se fue expandiendo lentamente, para luego evolucionar hasta convertirse en el nepalí actual.
Los últimos siglos del gobierno Malla fueron una época de grandes cambios políticos fuera del valle de Katmandú. En la India, el dominio de Delhi recayó en la poderosa dinastía mogol (1526-1858). Aunque los mogoles nunca ejercieron un señorío directo sobre Nepal, su imperio tuvo un importante impacto indirecto en su vida institucional. Durante el siglo XVI, cuando los mogoles extendían su dominio sobre casi todo el sur de Asia, muchos príncipes desposeídos de las llanuras del norte de la India encontraron refugio en las colinas del norte.
Las leyendas indican que muchos pequeños principados en el oeste de Nepal se originaron a partir de migraciones y conquistas de guerreros exiliados, quienes contribuyeron a la lenta difusión de la lengua y la cultura Khasa en el oeste. Junto con estos exilios llegó la tecnología militar mogol, incluidas armas de fuego y artillería, y técnicas administrativas basadas en concesiones de tierras a cambio del servicio militar. La influencia de los mogoles se refleja en las armas y la vestimenta de los gobernantes Malla en las pinturas contemporáneas y en la adopción de la terminología persa para las oficinas y procedimientos administrativos en todo Nepal.
Mientras tanto, en el Tíbet, las luchas internas durante la década de 1720 condujeron a una intervención decisiva de los poderosos gobernantes Qing de China (1644-1911). Una fuerza china instaló al sexto dalái lama (el líder religioso tibetano de mayor rango) en Lhasa en 1728, y posteriormente los chinos colocaron gobernadores militares en Lhasa para supervisar los acontecimientos locales. En 1729, representantes de los tres reinos nepaleses enviaron saludos y regalos al emperador chino en Pekín, después de lo cual los Qing consideraron a Nepal como un reino tributario periférico (una percepción que no era compartida dentro de Nepal). La expansión de los grandes imperios tanto en el norte como en el sur tuvo lugar en un momento en que Nepal atravesaba una considerable debilidad en su centro tradicional. Los tres reinos vivieron una vida encantadora: aislados, independientes y peleados en su valle montañoso, mientras los sistemas que los rodeaban se hacían más grandes y más centralizados.
En el siglo XVII, las zonas montañosas al norte del valle y la región de Kiranti al este eran las únicas áreas que mantenían sistemas comunales tribales tradicionales, influenciados en diversos grados por las ideas y prácticas hindúes. En el oeste y el sur de los tres reinos, había muchos pequeños estados gobernados por dinastías de estatus guerrero (Kshatriya), muchos de los cuales afirmaban tener su origen entre las dinastías principescas o Rajput del sur. En el cercano oeste, alrededor del sistema del río Narayani (el Narayani era uno de los siete ríos Gandak), había una confederación flexible de principados llamada Chaubisi (los Veinticuatro), que incluía Makwanpur y Palpa. En el extremo oeste, alrededor del sistema del río Karnali, había una confederación separada llamada Baisi (los Veintidós), encabezada por el Raja de Jumla. Las confederaciones estaban en constante conflicto y sus Estados miembros se peleaban constantemente entre sí. Los reinos de Katmandú, Patan y Bhadgaon se aliaron periódicamente con príncipes de estas confederaciones. Todos estos estados pequeños y cada vez más militarizados operaban individualmente a un nivel de organización centralizada más alto que nunca antes en las montañas, pero gastaban sus recursos en una lucha casi anárquica por la supervivencia. Existía una conciencia de la cultura distinta de la zona del Himalaya, pero no un concepto real de Nepal como nación.

### Contactos con los portugueses
Los primeros contactos entre el pueblo de Nepal y los europeos también ocurrieron durante el período de los Mallas posteriores. En 1623, los portugueses de Goa enviaron a los misioneros António de Andrade, João Cabral y Estêvão Cacella a Lhasa en 1628, tras lo cual Cabral viajó a Nepal. La misión era encontrar reinos cristianos aliados con los portugueses para propagar la fe y el comercio. En un principio se pensó que se trataba del mítico reino de Catai. El ofrecimiento de regalos también tuvo lugar en otros reinos como fue el caso de Bután, donde los portugueses ofrecieron apoyo militar contra los reinos enemigos. Este gesto pretendía crear una alianza que permitiera convertir y crear nuevos conventos así como expandir la influencia portuguesa en Asia. En 1670, el rey Pratap Malla invitó a los jesuitas a establecerse en el país. La primera misión capuchina fue fundada en Katmandú en 1715.

### Contactos con los británicos
En 1764, la Compañía Británica de las Indias Orientales, oficialmente una corporación comercial privada con su propio ejército, había obtenido de un Imperio Mogol en decadencia el derecho a gobernar toda Bengala, en ese momento una de las zonas más prósperas de Asia. La empresa exploró posibilidades para expandir su comercio o autoridad a Nepal, Bután y el Tíbet, donde los nepaleses tenían sus propias agencias comerciales en asentamientos importantes. La cada vez más poderosa compañía estaba emergiendo como un comodín que, en teoría, podría ser jugado por uno o más reinos de Nepal durante las luchas locales, abriendo potencialmente toda la región del Himalaya a la penetración británica.